# ستاره جنگ (کمیک)
ستاره جنگ (به انگلیسی: Battlestar) با نام اصلی لمار هاسکینز، یک شخصیت تخیلی و ابرقهرمانانه در کتاب‌های کامیک آمریکایی منتشر شده توسط مارول کامیکس می‌باشد. این کاراکتر به دست مارک گرئونوالد و پائول نیری خلق شده و در کاپیتان آمریکا شماره ۳۲۳ام (نوامبر ۱۹۸۶) معرفی شد. وی پنجمین فردی است که نام مستعار باکی را یدک می‌کشد.
جدا از کتاب‌های کامیک، شرکت مارول از ستاره جنگ در دیگر کالاهای خود از جمله پوشاک، اسباب‌بازی، ورق بازی، انیمیشن‌های تلویزیونی و بازی‌های رایانه‌ای استفاده کرده است. کله بنت در دنیای سینمایی مارول و مینی‌سریال فالکون و سرباز زمستان (۲۰۲۱) وظیفه بازی در این نقش را بر عهده داشت.